# Хвалько, Кирилл Михайлович
 Кирилл Михайлович Хвалько (27 октября 1976, Краснотурьинск, Свердловская область) — российский игрок в хоккей с мячом, вратарь, заслуженный мастер спорта России (2008).

## Карьера

### Клубная
Заниматься хоккеем с мячом начал в 1985 году в Краснотурьинске со своим старшим братом Евгением в хоккейной школе БАЗа. Первый тренер — В. В. Чернышёв.
С 1994 по 2001 год был игроком краснотурьинского «Маяка».
В 2001 году переходит в красноярский «Енисей». В сезоне 2001/02 побеждает в Кубке европейских чемпионов, по итогам сезона 2002/03 становится серебряным призёром чемпионата России.
С 2003 по 2005 год в составе архангельского «Водника», с которым дважды побеждает в чемпионате России, Кубке европейских чемпионов и Кубке мира, в сезоне 2004/05 во всех клубных турнирах сезона.
В 2005 году вместе с большей частью ведущих игроков «Водника» переходит в московское «Динамо», по итогам сезона 2004/05, завоевавшее место в высшем дивизионе чемпионата России. Выступая за «Динамо» 13 сезонов ещё семь раз побеждает в чемпионате России, шесть раз в Кубке России, трижды — в Кубке европейских чемпионов и Кубке мира, в сезоне 2006/07 — вновь во всех клубных турнирах сезона, а также в составе сборной России в Международном турнире на призы Правительства России 2006 года и на чемпионате мира 2007 года.
В начале сезона 2018/19 принял решение о завершении игровой карьеры вследствие рецидивов многочисленных травм, которые не позволяли стабильно выступать в последние годы игровой карьеры.

### Сборная России
В сборной России с 2005 по 2013 год.
Дебютировал за команду в игре против сборной Финляндии (1:4), на прошедшем в Лаппенранте (Финляндия) первом розыгрыше Суперкубка Европы.
Победитель чемпионатов мира 2007, 2008, 2011, 2013 годов.

### Дальнейшая деятельность
С 2018 по 2021 год был тренером вратарей «Динамо».
В феврале 2021 года перешёл на должность старшего администратора команды.

## Достижения
«Маяк»
 Серебряный призёр чемпионата России по мини-хоккею: 1999 

 Чемпион России среди юниоров: 1994 

 Бронзовый призёр чемпионата России среди юниоров: 1995 

 Чемпион России среди юношей: 1993 

 Серебряный призёр чемпионата СНГ среди младших юношей: 1992 

 Чемпион РСФСР среди младших юношей: 1992
«Енисей»
 Серебряный призёр чемпионата России: 2002/03 

 Обладатель Кубка европейских чемпионов: 2001
«Водник»
 Чемпион России (2): 2003/04, 2004/05 

 Обладатель Кубка России: 2005 (весна) 

 Обладатель Кубка европейских чемпионов (2): 2003, 2004 

 Обладатель Кубка мира (2): 2003, 2004 

 Обладатель Кубка чемпионов Эдсбюна: 2004
«Динамо» (Москва)
 Чемпион России (7): 2005/06, 2006/07, 2007/08, 2008/09, 2009/10, 2011/12, 2012/13 

 Серебряный призёр чемпионата России (2): 2010/11, 2013/14 

 Бронзовый призёр чемпионата России: 2015/16 

 Обладатель Кубка России (6): 2005 (осень), 2006, 2008, 2011 (весна), 2011 (осень), 2012 

 Бронзовый призёр Кубка России: 2009 

 Обладатель Суперкубка России (2): 2013 (весна), 2013 (осень) 

 Обладатель Кубка европейских чемпионов (3): 2006, 2008, 2009 

 Финалист Кубка европейских чемпионов: 2007 

 Обладатель Кубка мира (3): 2006, 2007, 2013 

 Обладатель Кубка чемпионов Эдсбюна (3): 2006, 2008, 2013 

 Финалист Кубка чемпионов Эдсбюна: 2010
Сборная России
 Чемпион мира (4): 2007, 2008, 2011, 2013 

 Серебряный призёр чемпионата мира (2): 2009, 2010 

 Победитель Международного турнира на призы Правительства России (3): 2006, 2008, 2010 

 Бронзовый призёр чемпионата мира среди юниоров: 1996
Личные
- В списке 22-х лучших игроков сезона (5): 2007, 2008, 2009[31], 2010[32], 2013[33].
- Лучший вратарь сезона (3): 2007, 2008, 2010

### Комментарии
1. ↑  Количество игр и пропущенных мячей за клуб(ы) в высшем дивизионе чемпионатов России
2. ↑  Результативные передачи